# ミッヂ・ウィリアムス
ミッヂ・ウィリアムス（英語: Midge Williams, 1915年5月27日 - 1952年1月9日）は、1930年代から1950年代にかけて活躍したアメリカ合衆国のアフリカ系アメリカ人歌手、スウィングやジャズのボーカリスト。当時のレコード歌手たちの中で特に有名というわけではなかったが、ウィリアムスは尊敬された歌手であり、彼女のグループであるミッヂ・ウィリアムス・アンド・ハー・ジャズ・ジェスターズ (Midge Williams and Her Jazz Jesters) は、1930年代後半に数曲のヒット作を録音した。

## 生い立ち
彼女は、ヴァージニア・ルイーズ・ウィリアムス (Virginia Louise Williams) として生まれたが、同名の母ヴァージニア・ルイーズと区別するために（「おチビさん」といった含意の）ミッヂという通称で知られ、カリフォルニア州トゥーレアリ郡のアレンズワース (Allensworth) にあるアフリカ系アメリカ人の農業コミュニティで育った。祖父ジョシュア・シングルトン (Joshua Singleton) は、黒人分離主義運動の指導者だったベンジャミン・"パップ"・シングルトン (Benjamin "Pap" Singleton) の息子であった。ジョシュアは、1909年にアレンズワースの入植地が開かれたときに家族を連れて当地へ移住し、シングルトン家はアレンズワースでは有力な存在となった。ミッヂの母ヴァージニア・ルイーズ・ウィリアムスは、シングルトン一家の食料雑貨店の経営を手助けしており、他方ではアレンズワースにおけるガールスカウト運動の手助けもしていた。
アレンズワースでは、地下水にヒ素が含まれており、計画されていた新たな水源からの水の供給が実現しないことが明らかになると、コミュニティの経済的希望は動揺しはじめた。住民の多くがこの土地を去ることとなり、ウィリアムス一家もここを離れた。母ヴァージニア・ルイーズはカリフォルニア州オークランドへ1925年に移ったが、ミッヂやその兄弟たち、ジョン、ルイス、チャールズ、ロバートは、アレンズワースに残った。1929年、ミッヂと兄弟は、再婚した母とおじヘンリー・シングルトン (Henry Singleton) と一緒に住むため、カリフォルニア州バークレーに移った。
ウィリアムス一家は、才能にも恵まれていた。祖父ジョシュアは元音楽教師で、母ヴァージニア・ルイーズはダンスの教師、おじヘンリーはヴァイオリンを弾いた。また、片親が異なる兄弟（half-brother）にはジャズ・ミュージシャンとなっていたレスター・ウィリアムス (Lester Williams) がいた。やがてミッジは、兄弟のうち3人とザ・ウィリアムス・カルテット (the Williams Quartette) という歌と踊りのグループを結成し、サンフランシスコ＝オークランド地域で、定期的に教会や劇樹に出演するようになった。

## 成人後の経歴
1930年代はじめ、ザ・ウィリアムス・カルテットの舞台を見たロジャー・シグワイア (Roger Seguire) は、グループと契約を取り交わしてマネージャーになった。シグワイアはピアニストで、アジアでの経験もあり、グループに中国と日本でのツアーをブッキングした。1933年、ザ・ウィリアムス・カルテットは中国：上海に赴き、カニドローム (the Canidrome) に出演した。1934年、ミッヂは日本で、初めてのレコーディングに臨み、英語と日本語でジャズ・ソングを歌った。この時レコーディングされたのは、「レージー・ボーンズ」（日本語歌詞は堀内敬三）、「ダイナ」（日本語歌詞は野川香文）、「セントルイス・ブルース」（日本語歌詞は奥山靉）、「バイ・バイ・ブルース (Bye Bye Blues)」など5曲であった。
1934年8月、ザ・ウィリアムス・カルテットはカリフォルニアに戻ったが、程なくして兄弟のひとりチャールズが銃器の事故で亡くなった。ミッヂはバークレーに定住し、1935年夏には、ラジオ番組『Blue Monday Jamboree』のレギュラーに加わった。1936年はじめに、アル・ジョルスンと出会い、ジョルスンのラジオ番組『Shell Chateau』に出演して歌った。1936年夏にはニューヨークに移り、ルディ・ヴァリー (Rudy Vallée) のラジオ番組に数回登場した。ミッヂの歌声を評価したNBCのブルー・ネットワーク（Blue Network：ABCの前身）は、サスティナー（埋め草）番組として週2回の15分の歌番組をミッヂに任せた。1937年はじめには、NBCのレッド・ネットワーク（Red Network：NBC Radio Network の前身）でも、毎週歌を歌っていた。
ニューヨークにいたころのウィリアムスは、このほかにも『RCA Magic Key』シリーズ、『Studebaker Champions Show』、『Ben Bernie’s Show』など多数のラジオ番組に出演した。1936年以降、ウィリアムスは様々なレコードレーベルからレコードを出し始め、1937年には、自身のバンド、ミッヂ・ウィリアムス・アンド・ハー・ジャズ・ジェスターズ (Midge Williams and Her Jazz Jesters) を従えてレコーディングするようになった。ジャズ・ジェスターズのメンバーには、レイモンド・スコット (Raymond Scott)、フランキー・ニュートン、バスター・ベイリー (Buster Bailey)、チャーリー・シェイヴァース (Charlie Shavers)らがいた。ニューヨークにいたころのウィリアムスは、ハーレムのアポロ・シアターやサヴォイ・ボールルーム (Savoy Ballroom) にも出演していた。自身のバンド以外のジャズ・ミュージシャンたちとの共演も多く、 リル・アームストロング (Lil Armstrong)、バニー・ベリガン (Bunny Berigan)、ハリー・ジェイムス、ジョン・カービー (John Kirby)、グレン・ミラー、ファッツ・ウォーラー、ベン・ウェブスター、テディ・ウィルソンらとも共演した。
1938年、ウィリアムスはルイ・アームストロングの楽団に参加し、全米各地を興行して回ったが、ウィリアムスとアームストロングが共演するレコーディングは行なわれなかった。

## 後年
1941年、ルイ・アームストロング楽団を退いたウィリアムスは、デトロイトの病院に入院した。病が原因であったのか、別の理由があったのかは明らかではないが、彼女の歌手としてのキャリアはこの時点で終わりを迎えた。これ以降でウィリアムスが公的な場所で歌ったのは、1946年にジャック・ウェッブ (Jack Webb) のラジオ番組に出演した1度だけであった。その後の彼女のことは、よくわかっていない。1952年1月9日、ウィリアムスは36歳で結核のために亡くなった。遺体は火葬され、サンフランシスコに埋葬された。